# Bienal Internacional de Gravura e Arte Gráfica de Cabo Frio
Bienal Internacional de Gravura e Arte Gráfica de Cabo Frio (Cabo Frio International Print Biennial), foi um evento cultural sem finalidade lucrativa, com sede na cidade de Cabo Frio, no Estado do Rio de Janeiro, de caráter didático, intinerante, permanente e de participação voluntária aberta,  tendo como proposta o desenvolvimento criativo e a evolução dinâmica da arte.

## I Bienal Internacional de Gravura e Arte Gráfica de Cabo Frio (1982-1983)
Inaugurada no dia 16 de Julho, nas Marinas do Canal, no bairro da Gamboa, a exposição contou com cerca de 2000 trabalhos, de renomados artistas nacionais e internacionais, teve passagem pelo Rio de Janeiro (Museu de Arte Moderna e Escola Superior de Desenho Industrial – ESDI, São José do Rio Preto (IBILSE – Universidade Estadual Paulista), Curitiba (Casa da Gravura/Fundação Cultural de Curitiba), Santa Maria (Universidade Federal de Santa Maria), São Paulo (Museu das Artes Gráficas), reunindo trabalhos procedentes de vários países.  "Esta exposição foi considerada a maior e mais importante manifestação gráfica já realizada na América do Sul pela diversidade de locais que percorreu e pela qualidade das obras expostas".

### Corpo de jurados (Críticos de Arte)
- Walmir Ayala
- Orlando Dasilva[11]
- Geraldo Edson de Andrade

### Trabalhos premiados
1. Katsunori Hamanishi (Japão)
2. Janeric Johansson (Suécia)
3. Handoku Ito (Japão)

## II Bienal Internacional de Cabo Frio (1984-1985)
Locais de Exibição:
Sala de Exposição Cândido Portinari - Universidade do Estado do Rio de Janeiro-UERJ (Rio de Janeiro – RJ); Escola Superior de Desenho Industrial – ESDI (Rio de Janeiro – RJ); Museu de Arte Contemporânea de Campinas (Campinas-SP); IBILSE – Universidade Estadual Paulista (São José do Rio Preto-SP); Instituto de Artes do Planalto (São Bernardo do Campo-SP); Casa da Gravura/Fundação Cultural de Curitiba (Curitiba-PR); Museu de Arte de Joinville (Joinville-SC); Universidade Federal de Santa Maria (Santa Maria-RS); Museu da Gravura Brasileira (Bagé-RS), Museu de Arte de Alegrete (Alegrete-RS).

### Corpo de jurados (Críticos de Arte)
- Carmen Portinho
- Elmer Corrêa Barbosa

### Trabalhos premiados
Alberto Meza / Anisio Dantas / Arthur Geisert / B.G. Muhn / Cavellini / Chuck Miley / Eiji Saito / Elizabeth Ingram / Finn Lohmann / Handoku Ito / Henrig Bedrossian / Hiroshi Gunji / Humio Tomita /James Todd /Janeric Johansson / John Takami Morita / Kazuo Matsuo / Kouichi Ogawa / Lilibet Dewey / Lyndal Osborne / Maksymilian Snoch / Mark Abrahamson / Mohammad El Rawas / Osamu Fujita / Petr Pos / Ryuichi Sugino / Serge Roch Poli / Suad Al-Attar / Sydney Drum / Theodora Varnay Jones / Toshihiro Hamano / Vera Grinberg / Watasi Tsukahara